# Legio II Brittannica
Legio II Brittannica (II Британський легіон) — римський легіон часів пізньої імперії.

## Історія
Створено узурпатором Караузієм у 287 році з частини Legio II Augusta. Розраховувалося використати цей легіон для розширення влади узурпатора на північну Галлію. Проте з наступом імператора Констанція I Хлора спрямовано на захід Британії для охорони узбережжя. Невідомо про участь легіону в боях з військами Констанція Хлора. Після перемоги останнього у 296 році спрямовано до Рупутіе (сучасне м. Ричборо) та підпорядковано коміту саксонського узбережжя Британії, де відповідав за оборону цієї ділянки від нападу саксів. Легіон тоді ж переведено до комітатів (важкої піхоти).
На початку IV ст. легіон підпорядковано magister peditum praesentalis (голова усієї піхоти) Західної Римської імперії, оперативним керівником був magister equitum Galliarum (начальника кінноти Галлії). Наприкінці цього ж століття відповідно до Переліку почесних посад (Notitia Dignitatum) підпорядковувався коміту Британії.
З огляду на загрозу з боку вестготів на чолі із Аларіхом I більша частина легіону за наказом Стіліхона залишила Британію та переміщена до північної Італії. Звитяжно бився у 402 році при Полленції, де римляни здобули перемоги. В подальшому у битвах з готами припинив своє існування, втім точна дата цього невідома.